# Kazuki Ganaha
Kazuki Ganaha (* 26. září 1980) je japonský fotbalista.

## Klubová kariéra
Hrával za Kawasaki Frontale, Vissel Kobe, FC Ryukyu, Kamatamare Sanuki.

## Reprezentační kariéra
Kazuki Ganaha odehrál za japonský národní tým v roce 2006 celkem 6 reprezentačních utkání.

## Statistiky
| Japonsko | Japonsko | Japonsko |
| Roky     | Záp.     | Góly     |
| -------- | -------- | -------- |
| 2006     | 6        | 3        |
| Celkem   | 6        | 3        |